# Vicore Pharma Holding
Vicore Pharma Holding AB är ett svenskt läkemedelsutvecklingsföretag med säte i Göteborg. Vicore är ett särläkemedelsbolag, som inriktar sig på fibrotiska lungsjukdomar och relaterade indikationer. 
Vicore Pharma Holding AB:s aktie är noterad på Stockholmsbörsens Small Cap-lista.